# 仁寿文幼章旧居
仁寿文幼章旧居位於四川省眉山市仁寿县。文物遺址年代判定為清代。
仁寿文幼章旧居由英美会传教士建于1905年，位于原华英小学内，是差会为加拿大神职人员所建的住宅。文幼章的父母文焕章和文萨拉均为英美会（加拿大卫理公会）传教士，20世纪初曾在仁寿传教。这是一处中西合璧砖木结构建筑。1949年以后，为县人民武装部驻地。2010年10月21日，列为眉山市文物保护单位。2019年1月10日公佈為第九批四川省文物保護單位。